# Élections législatives algériennes de 2012
Les élections législatives de 2012 en Algérie sont des élections législatives qui ont eu lieu le 10 mai 2012 pour élire les 462 députés de l'Assemblée populaire nationale de l'Algérie.

## Contexte

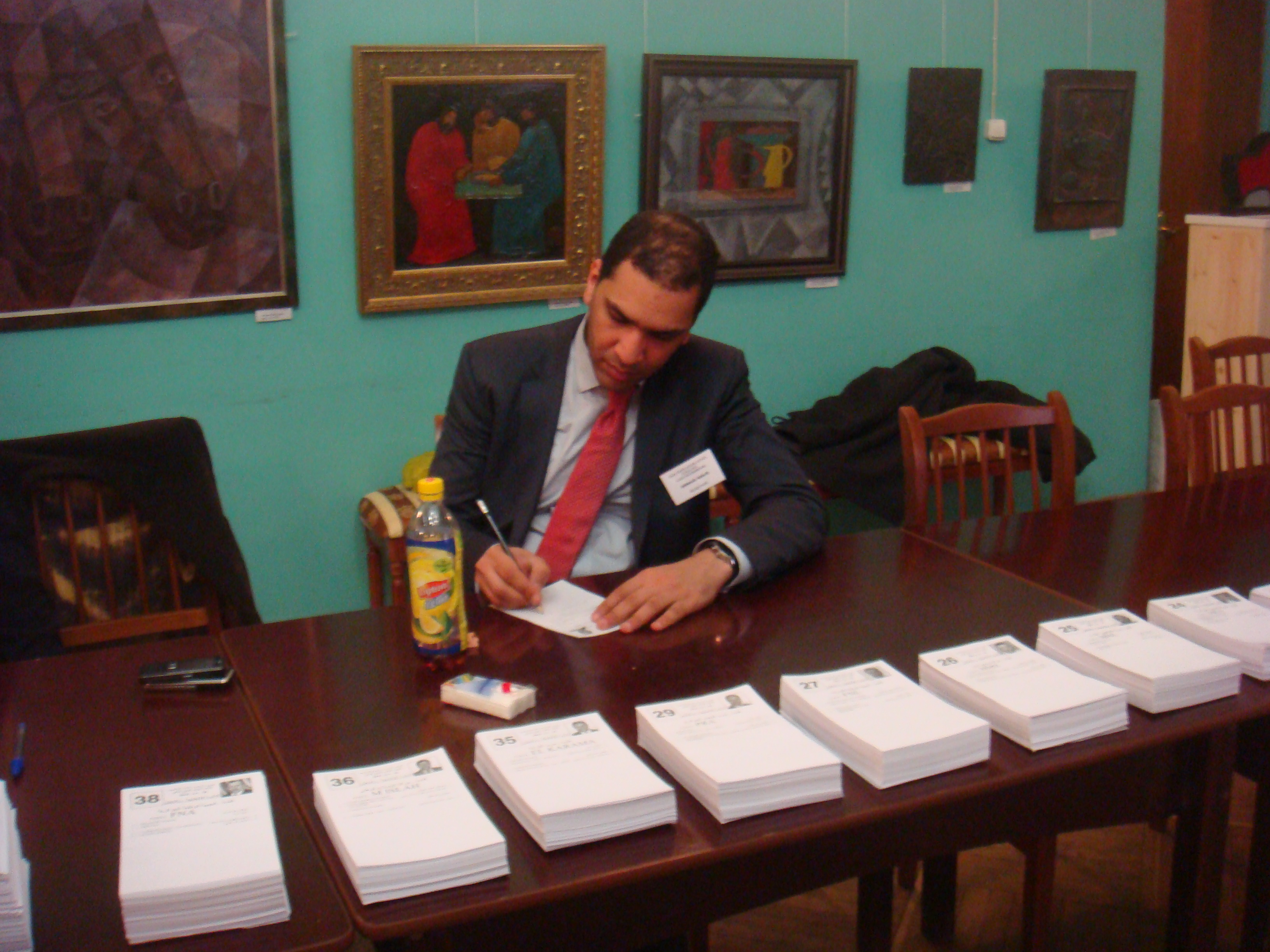
Organisation anticipée du scrutin les 5 et 6 mai pour la diaspora algérienne à Saint-Pétersbourg.

Lors d'un conseil des ministres, il est décidé que le nombre de députés à l'Assemblée nationale algérienne sera augmenté lors de ces législatives, passant de 369 à 462 députés ; ainsi que la participation de 17 nouveaux partis récemment légalisés par le ministère de l'Intérieur.

## Campagne électorale
Après son départ de l'Alliance présidentielle, en janvier 2012, le Mouvement de la société pour la paix (MSP) décide de créer avec d'autres formations islamistes l'Alliance de l'Algérie verte. Cette confédération a pour objectif d'augmenter le nombre de leurs élus au sein de l'Assemblée populaire nationale.
Le 2 mars 2012, le FFS annonce qu'il participera à l'élection alors qu'il avait boycotté les élections législatives de 2002 et de 2007.
Le 19 mars 2012, le président Abdelaziz Bouteflika appelle ses compatriotes à aller massivement voter aux législatives.
Des observateurs étrangers envoyés par différents organismes (sept membres du panel de l’Organisation des Nations, 164 observateurs de l’Union européenne, 132 observateurs de la Ligue arabe, 174 observateurs de l'Union africaine, 18 observateurs de l’Organisation de la coopération islamique, 2 observateurs de la fondation Carter, 8 observateurs du National Démocratique Institut) seront là pour garantir la transparence du scrutin, car l'opposition dénonce systématiquement des fraudes en faveur des partis au pouvoir depuis l'instauration du multipartisme en 1989.
Une abstention importante était attendue lors de ce scrutin.

## Résultats
Le taux de participation a atteint 42,90 %,,. Les résultats annoncés publiquement par le ministre de l'intérieur et des collectivités locales Daho Ould Kablia le 11 mai 2012 :

Taux national de participations préliminaires par wilaya à la clôture.

| Parti                           | Parti                                                        | Voix      | %        | +/-             | Députés               | +/- |
| ------------------------------- | ------------------------------------------------------------ | --------- | -------- | --------------- | --------------------- | --- |
|                                 | Front de libération nationale (FLN)                          | 1 324 363 | 14,18 %  | en diminution   | 208 (dont 68 femmes)  | 85  |
|                                 | Rassemblement national démocratique (RND)                    | 524 027   | 5,61 %   | en diminution   | 68 (dont 23 femmes)   | 9   |
|                                 | Alliance de l'Algérie verte (AAV)                            | 475 049   | 5,09 %   | en augmentation | 49 (dont 15 femmes)   | 13  |
|                                 | Front des forces socialistes (FFS)                           | 188 275   | 2,02 %   | en augmentation | 27 (dont 7 femmes)    | 26  |
|                                 | Parti des travailleurs (PT)                                  | 283 585   | 3,04 %   | en diminution   | 24 (dont 10 femmes)   | 2   |
|                                 | Indépendants                                                 | 671 190   | 7,19 %   | en diminution   | 18 (dont 5 femmes)    | 15  |
|                                 | Front national algérien (FNA)                                | 198 544   | 2,13 %   | en diminution   | 9 (dont 3 femmes)     | 4   |
|                                 | Parti de la Justice - Addala                                 | 232 676   | 2,49 %   | en augmentation | 8 (dont 1 femme)      | 8   |
|                                 | Mouvement populaire algérien (MPA)                           | 165 600   | 1,77 %   | en augmentation | 7 (dont 2 femmes)     | 7   |
|                                 | El Fadjr El Djadid (PFJ)                                     | 132 492   | 1,42 %   | en augmentation | 5 (dont 1 femme)      | 5   |
|                                 | Front du changement (FC)                                     | 173 981   | 1,86 %   | en augmentation | 4 (dont 1 femme)      | 4   |
|                                 | Parti national pour la solidarité et le développement (PNSD) | 114 372   | 1,22 %   | en diminution   | 4 (dont 1 femme)      | 2   |
|                                 | Rassemblement algérien (RA)                                  | 117 549   | 1,26 %   | en diminution   | 4 (dont 1 femme)      | 3   |
|                                 | Union des forces démocratiques et sociales - Al-Itihad       | 114 481   | 1,23 %   | en augmentation | 3 (dont 2 femmes)     | 3   |
|                                 | Alliance nationale républicaine (ANR)                        | 109 331   | 1,17 %   | en diminution   | 3 (dont 1 femme)      | 1   |
|                                 | Front national pour la justice sociale (FNJS)                | 140 223   | 1,50 %   | en augmentation | 3                     | 3   |
|                                 | Ahd 54                                                       | 120 201   | 1,29 %   | en diminution   | 3                     | 1   |
|                                 | Front El Moustakbal (FM)                                     | 174 708   | 1,87 %   | en augmentation | 2                     | 2   |
|                                 | Mouvement national de l’espérance (MNE)                      | 119 253   | 1,28 %   | en diminution   | 2                     | 0   |
|                                 | Rassemblement patriotique républicain (RPR)                  | 114 651   | 1,23 %   | en diminution   | 2 (dont 1 femme)      | 0   |
|                                 | Mouvement des citoyens libres (MCL)                          | 115 631   | 1,24 %   | en augmentation | 2 (dont 1 femme)      | 2   |
|                                 | Parti des Jeunes (PJ)                                        | 102 663   | 1,10 %   | en augmentation | 2 (dont 1 femme)      | 2   |
|                                 | Parti Ennour                                                 | 48 943    | 00,52 %  | en augmentation | 2 (dont 1 femme)      | 2   |
|                                 | Parti El-Karama                                              | 129 427   | 1,39 %   | en augmentation | 1 (dont 1 femme)      | 1   |
|                                 | Parti du renouveau algérien (PRA)                            | 118 218   | 1,27 %   | en diminution   | 1                     | 3   |
|                                 | Mouvement El-Infitah                                         | 116 384   | 1,25 %   | en diminution   | 1                     | 2   |
|                                 | Front national des indépendants pour la concorde (FNIC)      | 107 833   | 1,15 %   | en diminution   | 1                     | 2   |
|                                 | Front national démocratique (FND)                            | 101 643   | 1,09 %   | en diminution   | 1                     | 0   |
|                                 | Rassemblement pour la culture et la démocratie (RCD)         | (boycott) | 0,00 %   | en diminution   | 0                     | 19  |
|                                 | Autres                                                       | 1 299 686 | 13,92 %  |                 | 0                     | 22  |
|                                 | Bulletins nuls                                               | 1 704 047 | 18,25 %  |                 | -                     | -   |
| TOTAL (participation : 43,14 %) | TOTAL (participation : 43,14 %)                              | 9 339 026 | 100,00 % | N/A             | 462 (dont 147 femmes) | 73  |

### Analyse
Le FLN remporte les élections en améliorant sa performance passant de 136 à 220 sièges dont 68 femmes. Le RND du premier ministre Ahmed Ouyahia remporte six sièges supplémentaires dont 23 femmes. Les partis islamistes subissent un important revers en terminant troisième,.
Le FLN détient désormais 47,81 % des sièges de l'APN (221/462) alors qu'il n'a obtenu que 14,18 % des suffrages exprimés c'est-à-dire à peine 6 % des inscrits. Il doit ce succès, entre autres, à la légalisation de 17 partis à la veille des législatives. Cette atomisation de l'électorat de l'opposition ainsi qu'un scrutin majoritaire à deux tours mènent à ce genre de représentativité.
À la suite de l'introduction de quotas dans les listes électorales, 147 femmes ont été élues députées au parlement, soit près d'un tiers des députés, un taux supérieur à plusieurs pays européens dont la France.

### Réactions

#### Réactions nationales
Le gouvernement algérien déclare que le taux de participation aux élections législatives de jeudi était de 42,9 % lors d'un vote largement considéré comme un test de la légitimité de l'élite dirigeante.
Le chiffre, annoncé jeudi soir par Dahou Ould Kablia, ministre de l'Intérieur, a marqué une amélioration sur la participation lors des dernières élections en 2007 et a été revendiqué par un certain appui pour une des dernières réformes politiques introduites dans le sillage du printemps arabe.
Les partis islamistes dénoncent une « grande manipulation des résultats », tandis que le RCD, qui a boycotté les élections, conteste le taux de participation officiel et estime qu'il n'a pas dépassé 18 %. Le président du FJD Abdallah Djaballah dénonce le scrutin législatif et menace le pays d'une révolution.
Louisa Hanoune, secrétaire générale du Parti des travailleurs, ne considère pas ces élections comme honnêtes mais comme une «mascarade et (...) un véritable hold-up électoral» en ajoutent «pensez-vous sérieusement que le peuple algérien est masochiste au point de voter aussi massivement pour le FLN ?». Elle lance l’idée de l'élection d'une Assemblée constituante qui d'après elle pourra sauver le pays du régime du parti unique et de construire la «2e République».
De nombreux observateurs, dont le président de l'assemblée sortante, M. Abdelaziz Ziari, considèrent que le vote en faveur du FLN est dû, entre autres, à l'appel du président Bouteflika.

#### Réactions internationales
- Union européenne : Ignacio Salafranca, chef de l'équipe d'observateurs de l'UE dit les élections législatives de 2012 sont « une première étape dans le processus de réforme qui devra être soutenu, après une révision de la Constitution, par un approfondissement de la démocratie ». Il cite aussi que les observateurs internationaux se sont vu refuser l'accès à un registre national des électeurs, ce qui contredit les promesses de transparence. Toutefois, il a félicité l'atmosphère calme dans lequel les élections ont eu lieu[28].
- Organisation de la coopération islamique : l'OCI a décrit l'élection comme « réussie et démocratique » et qu'elle s'est passée « d'une manière organisée, transparente et pacifique »[28].
- États-Unis : Hillary Clinton a salué ces élections : « ces élections - et le nombre élevé de femmes élues, sont une étape bienvenue dans le progrès de l'Algérie vers une réforme démocratique »[28].
- France : Paris salue la tenue du scrutin estimant qu'il s'était « globalement déroulé dans le calme et sans incident majeur », sans commenter les accusations de « manipulation » lancées par les islamistes[29].
- Espagne : un communiqué du José Manuel García-Margallo ministre des Affaires étrangères a félicité « les autorités et le peuple algériens pour le bon déroulement des législatives » en exprimant son soutien aux réformes engagées en Algérie[30],[31].
- Tunisie : Moncef Marzouki la présidence de la République tunisienne a félicité le peuple et le gouvernement algériens, sa « profonde conviction » que la nouvelle APN « œuvrera à rapprocher davantage les deux peuples frères » et ce, dans le cadre de la « consécration d'un Grand Maghreb »[30],[32].
- Qatar : a salué le caractère « impartial et transparent » des élections[30],[33].
- Turquie : l'ambassadeur de Turquie en Algérie a fait une « remarque » au chef de la mission européenne et s'est montré sceptique sur les résultats des élections annoncés par le ministre de l’Intérieur algérien car il n’a pas donné le nombre des suffrages obtenus par les partis politiques, seule la répartition des sièges ayant été annoncée et a mis en doute la transparence des élections[34].
- Italie : Giulio Terzi, ministre italien des Affaires étrangères s'est félicité du « bon déroulement » du scrutin et « la décision des autorités algériennes d'accueillir une grande mission d'observateurs de l'UE »[35].
- Royaume-Uni : William Hague, ministre britannique des Affaires étrangères a déclaré qu'il félicitait « le peuple algérien pour les élections législatives et salue la décision du gouvernement algérien de permettre aux observateurs de l'UE de contrôler les élections » et a salué la plus grande représentation des femmes dans le nouveau parlement[35].
- Russie : Mikhail Margelov, envoyé spécial du président russe pour l'Afrique, a indiqué que les résultats de ces législatives ont démontré que l'extrémisme islamiste « ne jouissait d'aucun soutien de la part des Algériens » à cause de l'expérience vécue par le peuple dans les années 1990[35].
- RASD : le président de la République arabe sahraouie démocratique, non-internationalement reconnue, Mohamed Abdelaziz, a félicité le président de la République algérienne pour le succès des élections[35].
- Ligue arabe : Hanafi Wajih, le chef de la mission des observateurs de la Ligue arabe, a déclaré que «l'élection a été libre et transparente, et le peuple algérien a exprimé son choix sans contrainte.»[36].